# Gaudibert (Mondkrater)
Gaudibert ist ein Einschlagkrater auf der Mondvorderseite am westlichen Rand der Montes Pyrenaeus, zwischen Mare Nectaris und Mare Fecunditatis, östlich des Kraters Daguerre und südöstlich von Capella.
Der Krater ist sehr unregelmäßig und stark überformt.
| Buchstabe | Position           | Durchmesser | Link |
| --------- | ------------------ | ----------- | ---- |
| A         | 12,23° S, 37,93° O | 18 km       |      |
| B         | 12,35° S, 38,54° O | 21 km       |      |
| C         | 11,57° S, 37,77° O | 9 km        |      |
| D         | 10,62° S, 36,31° O | 4 km        |      |
| H         | 13,84° S, 36,7° O  | 10 km       |      |
| J         | 11,21° S, 39,13° O | 10 km       |      |

Der Krater wurde 1935 von der IAU nach dem französischen Astronomen und Selenographen Casimir Marie Gaudibert offiziell benannt.